# Parque Caballero
El Parque Municipal Bernardino Caballero conocido simplemente como Parque Caballero está ubicado en las calles Manuel Gondra y Andrés Barbero, es un espacio verde que fuera un importante sitio de reunión y recreación durante años en la capital, actualmente  se encuentra en abandono.
El predio lleva el nombre en honor a Bernardino Caballero que fuera el dueño de ésta, dentro del parque se encuentra el Museo Histórico Gral. Bernardino Caballero, la casa donde el expresidente viviera hasta su muerte acaecida en 1912.
El Parque Caballero es un espacio público urbano ubicado en la ciudad de Asunción, Paraguay. Ocupa actualmente una superficie de aproximadamente 13 hectáreas y forma parte de una red de áreas verdes que incluye el Parque Bicentenario y la Costanera de Asunción. Su origen se remonta a principios del siglo XX, cuando fue creado sobre la antigua Quinta Caballero, propiedad del expresidente Bernardino Caballero.

### Fundación y primeros años
La Municipalidad de Asunción dispuso la adquisición de la Quinta Caballero por ordenanza N.º 895 del 31 de marzo de 1919. Posteriormente, el 26 de enero de 1925, la misma institución formalizó la compra mediante la ordenanza N.º 1569, destinando el terreno a parque público y denominándolo Parque Caballero. La inauguración oficial se realizó en 1926.
Según el arquitecto Jorge Rubiani, las quintas urbanas de la época combinaban funciones residenciales y agrícolas, muchas de ellas ubicadas en las cercanías de la vía férrea. De estas, solo dos fueron transformadas en parques públicos: la Quinta Viana (hoy Jardín Botánico y Zoológico de Asunción) y la Quinta Díaz de Bedoya, que se convirtió en el actual Parque Caballero.

### Desarrollo y modificaciones

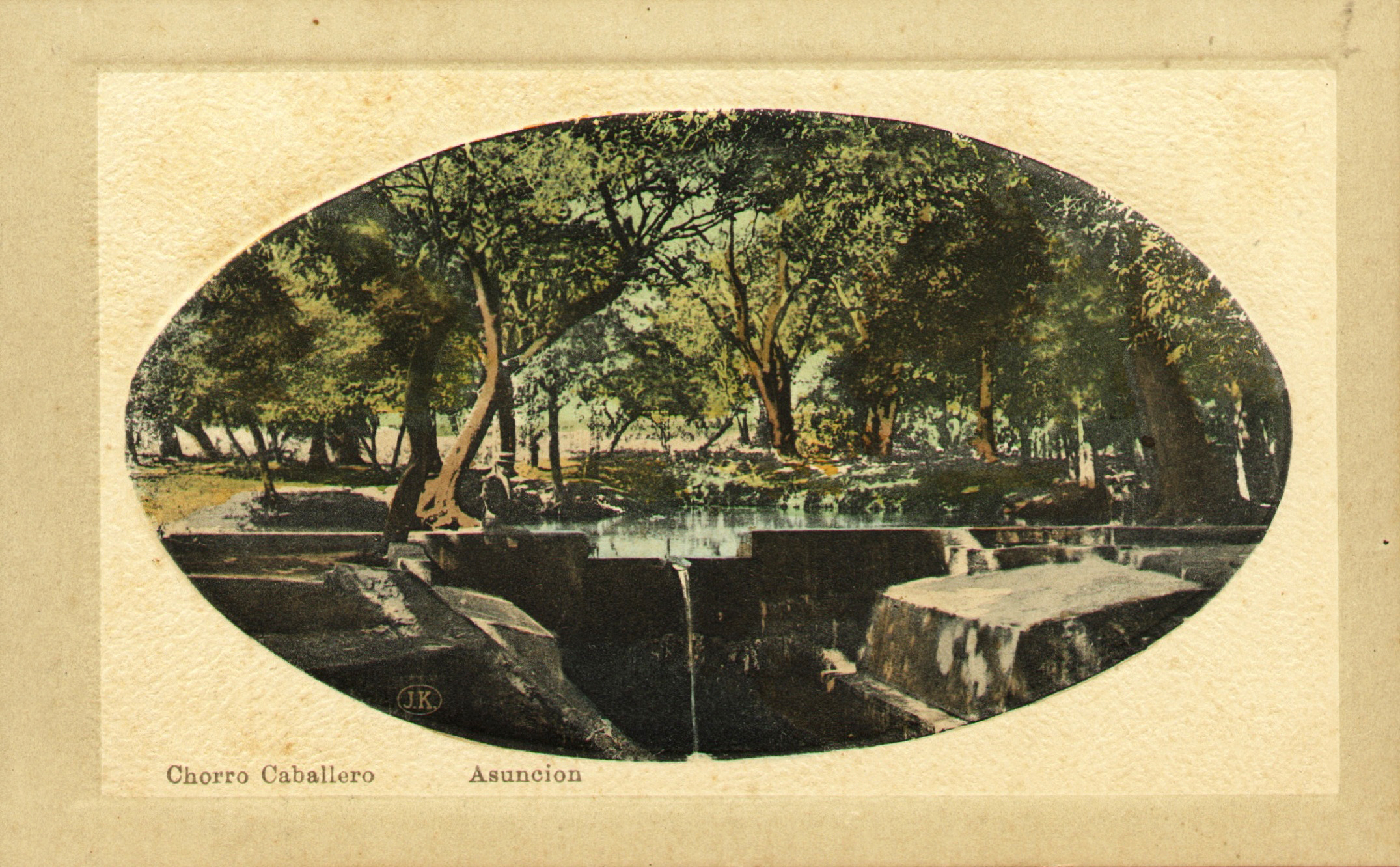
El Chorro. Parque Bernardino Caballero, Asunción. Imagen: colección Juan Migliore.

Originalmente, el parque abarcaba 20 hectáreas, contaba con una fuente natural conocida como El Chorrito, glorietas, caminos, canchas de tenis, un palomar y una pileta de natación olímpica. La municipalidad construyó una piscina social en 1934, y en 1939 se inauguró una piscina olímpica de 18x50 metros.
A lo largo del tiempo, el parque sufrió varios desmembramientos. Uno de ellos fue la venta de una parte del terreno a Andrés Barbero, quien estableció allí instituciones actualmente gestionadas por la Fundación La Piedad. Otro fue la instalación del Departamento de Servicios Urbanos de la Municipalidad, que implicó la construcción de una muralla y la inclusión de un edificio mirador, obra del arquitecto Miguel Ángel Alfaro, dentro del estacionamiento de camiones recolectores. También se construyeron viviendas dentro del predio y se destinó una fracción del mismo para viviendas sociales del barrio San Felipe.

### Museo Bernardino Caballero
El parque alberga un museo ubicado en la que fuera la casa principal de la antigua quinta, última residencia de Bernardino Caballero hasta su fallecimiento en 1912. El museo fue inaugurado en 1977 y restaurado en los años 2010 y 2012.

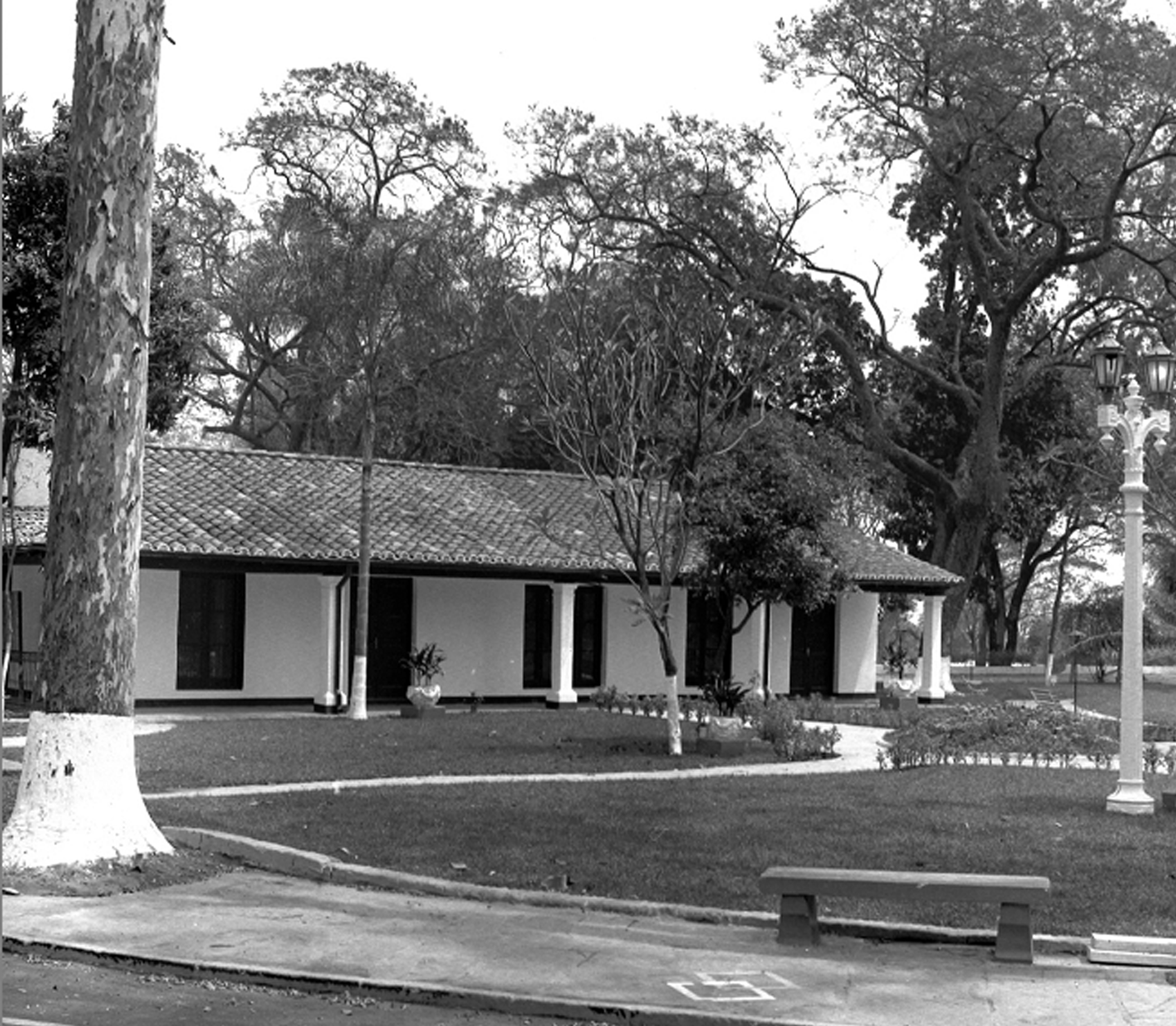
Vista del Museo del Parque Bernardino Caballero de Asunción, Paraguay. Publicada en el Diario ABC

### Deterioro y controversias
Desde la década de 1990, el parque comenzó a sufrir un proceso de abandono y deterioro. La ocupación del espacio por familias desplazadas por inundaciones del río Paraguay, incluyendo comunidades indígenas, dificultó el mantenimiento de su función como parque público. Esto generó problemas de seguridad, salubridad y uso del espacio.
En 2006, surgió una controversia relacionada con rumores sobre la presencia de tesoros enterrados en el parque desde la Guerra de la Triple Alianza, lo que provocó excavaciones ilegales. Otro conflicto ocurrió con la propuesta de subastar terrenos municipales cercanos como parte del proyecto inmobiliario "Ecodistrito", lo que generó oposición ciudadana.

### Recuperación y gestión comunitaria
En años recientes, se han desarrollado iniciativas para la recuperación del Parque Caballero. En 2023, el Ministerio de Obras Públicas, con financiamiento del Banco Interamericano de Desarrollo, lanzó el proyecto "Resiliencia Urbana de la Franja Costera de Asunción", que incluyó limpieza del predio y reubicación de familias ocupantes.
La Asociación Amigos del Parque Caballero, integrada por vecinos y vecinas de la zona, promueve actividades culturales y de concienciación comunitaria bajo el programa “Arte al Parque”. Esta organización coordina festivales, talleres, teatro, música al aire libre y trabaja con entidades públicas y privadas para fortalecer la gestión del parque.
Actualmente, el parque enfrenta desafíos relacionados con la falta de infraestructura, seguridad y mantenimiento. No obstante, la movilización ciudadana ha revitalizado el interés en su recuperación, especialmente en el marco del centenario de su creación.